# Батхуягийн Хулан
Батхуягийн Хулан (монг. Батхуягийн Хулан; 20 ноября 1999, Багануур, Улан-Батор, Монголия) — монгольская спортсменка, борец вольного стиля, призёр чемпионата мира и Азии.

## Карьера
В 2016 году стала второй на Первенстве Азии среди кадетов. 22 апреля 2022 года дошла до финала чемпионата Азии в Улан-Баторе, в котором проиграла японке Акари Фудзинами, став обладателем серебряной медали. В сентябре 2022 года на чемпионате мира в Белграде в полуфинале уступила Йоанне Мальмгрен из Швеции, а в схватке за 3 место победила американку Доминик Пэрриш, завоевав серебряную награду. В апреле 2024 года в Бишкеке она участвовала в азиатском квалификационном турнире к Олимпийским играм в Париже, однако квоту не получила. В мае 2024 года в Стамбуле она участвовала в мировом квалификационном турнире, где ей удалось завоевать лицензию для Монголии на Олимпийские игры.

## Достижения
- Чемпионат Азии по борьбе 2022 — ;
- Чемпионат мира по борьбе 2022 — ;